# A Dűne ösvényei
A Dűne ösvényei Brian Herbert és Kevin J. Anderson könyve. A magyar kiadás borítóján fel van tüntetve Frank Herbert neve is, mivel a könyv tartalmazza Herbertnek azokat a gondolatait, amelyek a Dűne című regénybe nem kerültek be. A kötet Frank Herbert olyan gondolatait tartalmazza, amelyek a végső műbe nem kerültek bele, valamint néhány kiadatlan fejezetet és a Dűne írásakor keletkezett levelezést.
A kötetben olyan novellákat is olvashatunk mint a „Caladan tengereinek suttogása”, „Vadászat a Harkonnenekre”, „Ostorozó mek”, és az „Egy mártír arcai”.